# 楊天翔
楊天翔（ヤン・ティエンシャン）は中国の男性声優。北京出身。729声工場所属。

## 略歴
中国農業大学卒業。2014年、声優デビュー。2016年、729声工場に所属。

## 出演

### Webアニメ
2014年
- 神秘世界歴険記2（米粒）
- 魁抜妖侠伝（泉）

2015年
- 拖拉機司機（朴黄眉）
- 西遊記的故事（唐僧）
- 縁結びの妖狐ちゃん（白月初[2]）
- 桂宝之爆笑闖宇宙（阿芹）
- 黒白無双（姚仁挙）

2016年
- Bloodivores（チェン・フォン）
- CHEATING_CRAFT（JUN）
- 東郭小節（墨子軒）
- Spiritpact（司徒律）
- 君臨臣下（公孫）

2017年
- マスターオブスキル（藍河）
- 降霊記（栖韵川）
- 銀の墓守り（藍紹）

2018年
- 我的逆天神器（湛盧）
- 我是江小白（崔安東）
- 重神機パンドーラ（グレン・ディン）
- 我家大師兄脳子有坑（東方蕪穹[3]）

2019年
- 小緑和小藍（永楽）
- 凹凸世界 第3期（紫堂真）
- 魔道祖師 羨雲編（金光瑶）
- 中華一番（唐三傑）

2020年
- 暦師（除夕）
- 民調局異聞録（沈辣）
- 凡人修仙伝（歴飛雨[4]）
- マスターオブスキル 第2期（藍河）
- 我家大師兄是个反派（東方蕪穹）
- 凹凸学園2（紫堂真）
- 望古神話之天選者（530、613、687）
- 麻辣女配（李曦衛）
- 烈陽天道（趙信）
- 魔道祖師Q（金光瑶）

2021年
- 時光代理人 -LINK CLICK-（陸光）
- 兩不疑（徐均）

### 劇場アニメ
- 白蛇: 縁起（許宣[5]）

### ゲーム
- 仙剣奇侠伝5前伝（斉少琮）
- 仙剣奇侠伝6（居十方）
- 天下3（羥）
- 軒轅剣3（セト）
- 王女未央（拓跋瑾、周忘塵）
- 仙剣奇侠伝VR（李逍遥）
- 夢間集（君子、斉眉）
- 時之扉（艾倫）
- 天龍八部（慕容復）
- 神舞幻想 Faith of Danschant（禍天）
- 三国志2017（馬超、関興）
- 射鵰英雄伝（欧陽克）
- 妖恋奇譚（獺）
- 擇天記（苟寒食）
- 自由幻想（呂洞賓）
- 決戦！平安京（判官）
- 食物語（揚州炒飯、徳州扒鶏）
- 最終王冠（マックス）
- 縁結びの妖狐ちゃん（白月初）
- 恋世界（周楽維）
- 霊猫伝（沈既明）
- 墨魂（陸游）
- 未定事件簿（陸景和）
- こもりライフ（阿海）

### ラジオドラマ
- 姑嫂塔
- 羋月伝
- 小王子
- 相見歓
- 殺破狼
- 頭条都是他
- 不死者
- 黙読
- 武動乾坤
- 雄兵達
- 殺戮秀
- マスターオブスキル

### 吹き替え

#### 映画
- 空海-KU-KAI- 美しき王妃の謎（空海〈染谷将太〉[6]）

#### アニメ
- ONE PIECE FILM GOLD（モンキー・D・ルフィ）
- ONE PIECE STAMPEDE（モンキー・D・ルフィ）
- 黒子のバスケ LAST GAME （高尾和成）
- きみと、波にのれたら（雛罌粟港）
- イナズマイレブン（小僧丸サスケ）
- 鬼滅の刃（宇随天元[7]）
- 名探偵コナン 紺青の拳（リシ・ラマナサン[8]）
- ヴァイオレット・エヴァーガーデン（ギルベルト・ブーゲンビリア）